# Аносинки
Аносинки— деревня в Смоленской области России, в Демидовском районе. Входит в Заборьевское сельское поселение (Смоленская область).

## География
Расположена в северо-восточной части области в 33 км к северо-востоку от Демидова, в 3,5 км к северо-западу от Пржевальского.

## Население
| 2007 |
| ---- |
| 26   |

## Достопримечательности
- Курганы и два селища 1-го тысячелетия н.э. в 750 м южнее деревни.
- Музей бересты. Находится в самой деревне. Музей и все его экспонаты сделаны руками местного жителя Дерябина Альберта Борисовича.